# Jan Kodeš
Jan Kodeš (Praga, 1 de marzo de 1943) es un extenista checo que destacó durante los primeros años de la década de 1970. Fue doble campeón de Roland Garros y campeón de Wimbledon.

## Biografía
De altura media y contextura física musculosa, Kodeš poseía un juego de fondo que se adaptaba mejor a las canchas lentas, lo que no impidió que conquistara títulos en superficies rápidas. Su determinación en el juego fue su mayor virtud, así como su estado físico, ganando muchos partidos en los que parecía exhausto peleando hasta el final con uñas y dientes.
En 1970 consiguió su primer gran éxito al ganar el Torneo de Roland Garros tras derrotar en la final al croata Željko Franulović por un contundente 6-2, 6-4 y 6-0.
En 1971 defendió su título derrotando en la final al talentoso y polémico rumano Ilie Năstase con un resultado algo más reñido: 8-6, 6-2, 2-6 y 7-5. Ese mismo año derrotó al primer preclasificado, el australiano John Newcombe en la primera ronda del US Open (que por entonces se jugaba sobre césped), hecho que no ocurría desde 1930 cuando el francés Jean Borotra fue derrotado por el estadounidense Berkeley Bell. Luego remontó una desventaja de dos sets ante el también francés Pierre Barthes y sorprendió en las semifinales al tercer preclasificado, el estadounidense Arthur Ashe, al ganarle en cinco sets. Finalmente sucumbió en la final ante el favorito estadounidense Stan Smith en cuatro sets. 
Su juego aguerrido y de fondo era una traba bastante grande para impedirle conquistar títulos en superficies rápidas. No obstante, en 1973 sorprendió a todos al conquistar el título en el césped de Wimbledon. Derrotó en una semifinal de cinco sets al favorito local Roger Taylor, y en tres sets al ruso Alex Metreveli en la final. Sin embargo, su victoria en el All England Club se vio empañada por el boicot al torneo que realizaron muchos de los mejores jugadores en el que fue el primer plante conjunto de un grupo de jugadores. Una suspensión de 9 meses al crota Nikola Pilić por parte de la federación yugoslava por negarse a jugar una eliminatoria de Copa Davis causó la reacción de los jugadores. Pilić había aclarado que no tendría problemas en jugar la eliminatoria en caso de no alcanzar la final del circuito WCT de dobles, lo que sí ocurrió. Finalmente, la sanción se redujo a un mes, pero fue suficiente para no poder participar en Wimbledon, por lo que 79 jugadores, entre ellos 13 de los 16 preclasificados, se negaron a jugar en el césped londinense.
En 1973 volvería a alcanzar la final del US Open tras sus victorias ante el australiano John Alexander, Nikola Pilić y su vencedor en 1971 Stan Smith en las semifinales con un 7-5 en el quinto set. En la final jugó un brillante partido de cinco sets ante el australiano John Newcombe, aunque de nuevo se quedó con las manos vacías tras caer por 6-4, 1-6, 4-6, 6-2 y 6-3.
Fue un héroe deportivo en su tierra, tanto por su negativa a abandonar el reprimido país (como sí lo hicieron Jaroslav Drobný, Ivan Lendl o Martina Navratilova) como por su ahínco en participar en las eliminatorias de Copa Davis. En ella jugó 39 series durante 15 años, siendo uno de los 20 jugadores con más partidos jugados en el torneo (95) y ganados (60).
En 1975 lideró a su país para alcanzar la final de la Copa Davis ante Suecia, en Estocolmo. En ese año logró un récord de 7-1 en individuales y 1-2 en dobles. Derrotaron a la Australia de Tony Roche y John Alexander en semifinales, pero no pudieron ganar la final ante el inspirado Björn Borg, quien le dio a Suecia los tres puntos, incluido el decisivo ante Kodeš.
En 1980 tuvo su premio al jugar el dobles de la final de Copa Davis ante Rumania junto al poderoso Ivan Lendl.
Después de su retirada del tenis fue capitán del equipo de Copa Davis entre 1982 y 1987, Presidente de la Asociación Checoslovaca de Tenis entre 1994 y 1998 y director de la ATP de Checoslovaquia (1987-88).
En 1988 fue galardonado con el Premio ITF por sus potentes servicios en el juego, y en 1990 fue incluido en el Salón Internacional de la Fama del tenis.

## Torneos de Grand Slam

### Campeón Individuales
| Año  | Torneo        | Oponente en la final | Resultado       |
| 1970 | Roland Garros | Željko Franulović    | 6-2 6-4 6-0     |
| 1971 | Roland Garros | Ilie Năstase         | 8-6 6-2 2-6 7-5 |
| 1973 | Wimbledon     | Alex Metreveli       | 6-1 9-8 6-3     |

### Finalista en Individuales
| Año  | Torneo  | Oponente en la final | Resultado           |
| 1971 | US Open | Stan Smith           | 6-3 3-6 2-6 6-7(3)  |
| 1973 | US Open | John Newcombe        | 6-4 1-6 4-6 6-2 6-3 |

### Finalista en dobles
| Año  | Torneo        | Pareja         | Oponentes en la final        | Resultado       |
| 1977 | Roland Garros | Wojciech Fibak | Brian Gottfried Raúl Ramírez | 7-6 4-6 6-3 6-4 |

## Títulos en la Era Open

### Individuales
| Leyenda                |
| Grand Slam (3)         |
| Tennis Masters Cup (0) |
| ATP Tour (5)           |

| N.º | Fecha                 | Torneo                  | Superficie    | Oponente en la final | Resultado       |
| --- | --------------------- | ----------------------- | ------------- | -------------------- | --------------- |
| 1.  | 1 de marzo de 1970    | Roland Garros, París    | Tierra batida | Željko Franulović    | 6-2 6-4 6-0     |
| 2.  | 19 de abril de 1971   | Catania, Italia         | Tierra batida | Georges Goven        | 6-3 6-0 6-2     |
| 3.  | 24 de mayo de 1971    | Roland Garros, París    | Tierra batida | Ilie Năstase         | 8-6 6-2 2-6 7-5 |
| 4.  | 23 de octubre de 1972 | Barcelona, España       | Tierra batida | Manuel Orantes       | 6-3 6-2 6-3     |
| 5.  | 19 de febrero de 1973 | Colonia WCT, Alemania   | Moqueta       | Brian Fairlie        | 6-1 6-3 6-1     |
| 6.  | 25 de junio de 1973   | Wimbledon, Gran Bretaña | Césped        | Alex Metreveli       | 6-1 9-8 6-3     |
| 7.  | 12 de octubre de 1975 | Madrid, España          | Tierra batida | Adriano Panatta      | 6-2 3-6 7-6 6-2 |
| 8.  | 1 de marzo de 1976    | Basilea, Suiza          | Moqueta       | Jiri Hrebec          | 6-4 6-2 6-3     |

### Finalista en individuales
- 1970: Roma (pierde ante Ilie Năstase)
- 1971: Niza (pierde ante Ilie Năstase)
- 1971: Roma (pierde ante Rod Laver)
- 1971: US Open (pierde ante Stan Smith)
- 1971: Abierto de Estocolmo (pierde ante Arthur Ashe)
- 1972: Niza (pierde ante Ilie Năstase)
- 1972: Roma (pierde ante Manuel Orantes)
- 1973: Vancouver WCT (pierde ante Tom Gorman)
- 1973: US Open (pierde ante John Newcombe)
- 1973: Praga (pierde ante Jiri Hrebec)
- 1975: Hampton (pierde ante Jimmy Connors)
- 1975: Hamburgo (pierde ante Manuel Orantes)
- 1975: Dusseldorf (pierde ante Jaime Fillol)
- 1975: Kitzbühel (pierde ante Adriano Panatta)
- 1976: Niza (pierde ante Corrado Barazzutti)
- 1976: Kitzbühel (pierde ante Manuel Orantes)
- 1977: Kitzbühel (pierde ante Guillermo Vilas)